# Les Menus
Les Menus – miejscowość i gmina we Francji, w regionie Normandia, w departamencie Orne.
Według danych na rok 1990 gminę zamieszkiwało 118 osób, a gęstość zaludnienia wynosiła 10 osób/km² (wśród 1815 gmin Dolnej Normandii Les Menus plasuje się na 768. miejscu pod względem liczby ludności, natomiast pod względem powierzchni na miejscu 399.).